# Cosmarium porrectum
Cosmarium porrectum là một loài Song tinh tảo trong họ Desmidiaceae, thuộc chi Cosmarium.